# بالاغوريو
بالاغوريو (بالألبانية: Puhëriu)‏ هي بلدة تقع في مقاطعة كروتوني، في شبه الجزيرة قلورية، إيطاليا.

## التاريخ
سكنت القرية المحيطة بها منذ العصر الحجري الحديث؛ هناك العديد من الكهوف المنتشرة في الإقليم ، بما في ذلك ما يسمى "كهف القديس موريس" من علم الحفريات الفائدة.
في الألف الثاني ماقبل الميلاد ، استحلت المنطقة من قبل أوينوتريان وهم سكان تشونن، تركوا آثار لهم على في الأسماء الجغرافية وأيضا الأشياء التعبدية المتوافرة في جميع أنحاء المنطقة. عثر على بقايا أثرية من الألفية الاولى في وقت باكر في أنحاء المنطقة المحيطة بالمدينة. وتنبأ بأن المنطقة كانت مقر تشون, أسست المدينة الإيطالية اليونانية في العصر الميسيني من قبل اليونانية البطل فلوكتيتسس، (سترابو، أبولودوروس, ليكوفرون). تشمل الاكتشافات الأثرية الجدران المائلة الهيلينية, أمفورا، المقابر وبقايا قديمة مقبرة مع التماثيل نذري المتعلقة أورفيك عبادة.
اما بالنسبة للقرن السابع و الخامس قبل الميلاد, المستعمرون اليونانيون وصلوا إلى هنا ، كما يشهد من قبل العديد من البقايا من أصل يوناني. في العصر الروماني، اللاتينية استقر المستعمرون في المنطقة المطلة على القرية ، على طول وادي النهر فيترافو، بدء استعمار مكثف للأرض.
في العصور الوسطى ، أخذت القرية ، التي تتركز في منطقتي "فالي"اسم "سان جيوفاني في بالغوريو". كانت تمتلك بضع مئات من السكان, معظمهم من المزارعين, اعتمادا على اللوردات الإقطاعيين
خلال منتصف القرن الخامس عشر, الألبانية- المرتزقين اليونانيون من إبيروس والبيلوبونيز بتوجيه من ديميتريو ريريس سكنوا في المنطقة بعد أن قاتلوا في الحرب بين أنجفينز وأراغون.
منذ نهاية القرن السابع عشر ، كانت القرية موضوع لهجرة مكثفة ودائمةمن الناس نظرا لخصوبة الأرض ، والمناخ المعتدل. وكانت القرية إقطاعية من سبينيلي أخيرا حتى نهاية القرن, ثم ذهب إلى روفيجنو, الذي عقد عليه حتى نهاية القرن ال18.
بعد أحداث الحروب النابليوني، أصبحت مدينة مستقلة بحد ذاتها في عام 1834. بعد ذلك ، اتبعت مصير مملكة الصقليتين.
خلال منتصف القرن السابع عشر حافظت القرية على استخدام الطقوس البيزنطي وأيضًا إلى الطقوس الكاثوليكية.
القرية لا تزال تحتفظ اللغة، وأيضًا إلى لهجة كالابريا.

## أصل الكلمة
أصول الاسم مختلفة. أولآ القرية الان تقع بالقرب من أنقاض مدينة حصن موجودة مسبقا, من أين الاسم اليوناني باليوس كوريون ("المستوطنة القديمة"). يستمدها آخرون من الاسم الألباني (بوهيريو) ، من بوه إي ري ("نيو بوهي") إشارة إلى تسوية محتملة في ألبانيا تحمل الاسم ذاته. آخر واحد لا يزال مشتقا من لهجة أربيريش: بوتشيور إي ريوت (القبلات من الريح) ، مشيرًا الى موقعها الجغرافي.

## المعالم السياحية الرئيسية
- الكنيسة الأم, أو كنيسة القديس. يوحنا المعمدان (القرن 16)
- كنيسة سيدة جبل الكرمل (أوائل القرن 20)
- كنيسة سانت فيلومينا، انتهى عام 1859
- كنيسة القديس أنطونيوس، يقع في حي جراديا ، بقايا قديمة دير
- مصلى القديس كريستوفر
- مذبح مادونا من الدرج, في جريسوني
- القديمة البوابة من ساحة راتازي (ميدان راتازي)

## الثقافة
- عيد سيدة جبل الكرمل (الأحد الثاني من مايو)[9]
- يوم القديس لوسي
- عيد الميلاد ، والتي يتم إعداد الحلويات الخاصة: كولومولي، أ دونات معجنات مقلية بالزيت; شوركسهولا، نوع من تور إرمن مصنوعة من بذور السمسم واللوز عملت مع العسل ومغطاة بزخارف السكر الملونة; بوكونوتيت، نوع من الزلابية مليئة مربى البرتقال أو الريكوتا الجبن ومغطاة مسحوق السكر ؛ و كروستوليت، نوع من البيض الكبير والحليب و طحين جنوكتشيس مغموسة في العسل و يجب.[8]

## الاقتصاد
بالاغوريووتعتبر قرية منتجة للنفط , اضافة إلى الخمر ,الحب, نبات الحمضيات ، والمواشي

## الناس
- أنسيلموو لوريكيو (1843 - 1924) ، محامي وسياسي وشاعر وكاتب وناشط في الصحوة الوطنية الألبانية
- أوفيليا جيودسسيسسي (1934-1981) شاعر ورسام وعالم آثار